# علم الأجزاء
في الفلسفة والمنطق الرياضي يعرّف علم الأجزاء (mereology ميرولوجي من الإغريقية μέρος ميروس بمعنى: جزء) هو العلم الذي يهتم بدراسة الكل والأجزاء التابعة له ضمن النطاق الرياضي الفلسفي. ففي حين أن نظرية المجموعات تأسست على العلاقة العضوية بين مجموعة وعناصرها، فإن علم الأجزاء يؤكد على العلاقة التفرعية من المكونات الفردية، والتي من منظور نظري للمجموعة هو أقرب إلى مبدأ الاحتواء بين المجموعات.
تم دراسة علم الأجزاء والبحث فيه بعدة أساليب كتطبيقات للمنطق الاستقرائي في علم الوجود الرئيسي، والتي يعد علم الأجزاء فيها من الأجزاء الرئيسية فيها، كما يوجد له تعريف بديهي في كل من هذه المجالات.

## اقرأ أيضاً
- نظرية المجموعات